# Challapata
Challapata es un municipio y una pequeña ciudad de Bolivia, capital de la provincia de Abaroa en el departamento de Oruro. En cuanto a distancia, Challapata se encuentra a 116 km de Oruro, la capital departamental, y a 203 km de Potosí. La localidad forma parte de la Ruta Nacional 1 de Bolivia.
Según el último censo de 2012 realizado por el Instituto Nacional de Estadística de Bolivia (INE), la localidad cuenta con una población de 28 304 habitantes y está situada a 3732 metros sobre el nivel del mar. La población en el municipio es marcadamente bilingüe y en muchos casos trilingüe, al coexistir el Quechua, Español y el aimara como lenguas maternas en la región.
La sección municipal, ahora municipio, fue creada por ley de 4 de noviembre de 1896 en la antigua provincia de Paria, durante el gobierno del presidente Severo Fernández Alonso. Pertenecen al municipio las localidades de Ancacato, Huancane y Cruce Culta.

## Toponimia
El nombre viene etimológicamente de los idiomas aimara y quechua, en el cual "Challa" significa "arena" y "Pata" significa "plataforma". Es por esto que se entiende del nombre plataforma de arena, por lo que Challapata está edificada sobre un extremo plano de arena inclinado hacia el lago Poopó.

## Historia
Challapata fue creado primero como cantón mediante ley de 30 de septiembre de 1872. La sección municipal de Challapata fue creada luego por ley de 4 de noviembre de 1896, en la antigua provincia de Paria, durante la presidencia de Severo Fernández Alonso. Posteriormente se creó la actual provincia de Abaroa por ley de la república el 16 de octubre de 1903 durante la presidencia del José Manuel Pando. Esto fue en consecuencia del anteproyecto de ley presentado al Parlamento Nacional por el Diputado Nacional del departamento de Oruro Benigno Guzmán, en homenaje al héroe boliviano de la Guerra del Pacífico.
Dentro del municipio se crearon los cantones de Ancacato y Huancané el 20 de noviembre de 1914, para después crearse la Segunda Sección Municipal Santuario de Quillacas posteriormente.
En 2019, durante las protestas posteriores a las elecciones, una caravana fue emboscada por militantes del MAS sobre la carretera entre Challapata y Huancané (Ruta 1. Este ataque se dio en la zona conocida como PLaya Verde, dejando 6 mineros cooperativistas heridos por bala.

## Geografía
Challapata se encuentra en la parte sureste del departamento de Oruro ocupando la mitad norte de la provincia de Abaroa. Limita al norte con las provincias de Rafael Bustillo y Chayanta del departamento de Potosí, al noroeste con la provincia de Poopó, al oeste con el lago Poopó que lo divide del municipio de Andamarca en la provincia de Sud Carangas, y al sur con la provincia de Sebastián Pagador.
La topografía del municipio se caracteriza por un relieve plano y compacto con serranías de fuertes pendientes. Tiene un clima seco y frío, con una temperatura promedio de 8 °C.
El clima de la región permite, como en pocas zonas del altiplano, producir especies forestales como álamo, eucaliptos, ciprés, pinos, además de arbustos como thola, yareta y queñua. La fauna es variada por su proximidad al lago Poopó, con especies como patos, pariguanas (flamenco andino), gaviotas, vizcacha, perdiz y otras.

### Hidrografía
El recurso hídrico más importante proviene de dos fuentes: el río Huchusuma (Juchus Huma) que delimita la zona central y norte, cuyo caudal en época de estiaje es de aproximadamente 40 l/s con un pH ligeramente salino, y el río Tacagua que en época de estiaje su cauce es mínimo, porque sus aguas se retienen en la represa homónima. Otros ríos importantes son el Kalajawira, Crucero, Huancarani, Huayllajara, Juchumjahuira, Pilcomayo, Huayllavinto y Aguas Calientes.

## Demografía
De acuerdo con el censo boliviano de 2024, la población del municipio de Challapata es de 35 339 habitantes.
La población del municipio aumentó casi tres cuartas partes entre 1992 y 2024, mientras que la población de la ciudad casi se ha duplicado entre 1992 y 2012:
| Año  | Habitantes (municipio) | Habitantes (ciudad) | Fuente |
| ---- | ---------------------- | ------------------- | ------ |
| 1992 | 20.882                 | 6.661               | Censo  |
| 2001 | 24.370                 | 7.683               | Censo  |
| 2012 | 29.265                 | 12.684              | Censo  |
| 2024 | 35.339                 |                     | Censo  |

## Economía
El municipio de Challapata se dedica mayormente al sector agropecuario, con una producción orientada al mercado. Los principales productos son los cultivos andinos de papa, oca, quinua, cebada, haba y cultivos hortícolas, como zanahoria, cebolla y alfalfa. En el municipio se encuentra la represa de Tacagua con capacidad de riego de hasta 6000 hectáreas para cultivos y forrajes.
En el rubro ganadero se tiene especies de llamas, alpacas, ovinos, bovinos, porcinos y animales menores, de los que se obtienen carne, leche, pieles y lana. Estos productos son comercializados en la feria semanal de Challapata, conocida por su intensa dinámica comercial, la misma que es frecuentada por productores y comercializadores del occidente del departamento y de los municipios aledaños de los departamentos de Potosí y La Paz.

## División administrativa
El municipio de Challapata está compuesto por 8 distritos, que son: los distritos de Challapata, Ancacato y Huancané, Distrito Indígena Qaqachaka, Distrito Indígena K’ulta, Distrito Indígena de Tolapalca, Distrito Indígena de Norte Condo, Distrito Indígena Urus Muratos.